# Clathria rubicunda
Clathria rubicunda är en svampdjursart som först beskrevs av Eugen Johann Christoph Esper 1794.  Clathria rubicunda ingår i släktet Clathria och familjen Microcionidae. Inga underarter finns listade i Catalogue of Life.